# Lee Hyun-jin
Lee Hyun-jin (* 21. Mai 1987) ist eine südkoreanische Badmintonspielerin.

## Karriere
Lee Hyun-jin gewann bei den Asienspielen 2006 Bronze mit der südkoreanischen Damenmannschaft. Bei der Sommer-Universiade 2007 wurde sie Neunte im Dameneinzel. 2008 qualifizierte sie sich für das Hauptfeld der Korea Open Super Series. 2010 siegte sie bei den Vietnam International.